# Saint-Germain-sur-Ay
 Saint-Germain-sur-Ay  es una población y comuna francesa, situada en la región de Baja Normandía, departamento de Mancha, en el distrito de Coutances y cantón de Lessay.

## Demografía
| 534 | 511 | 500 | 575 | 638 | 797 |
| Para los censos de 1962 a 1999 la población legal corresponde a la población sin duplicidades (Fuente: INSEE [Consultar]) |     |     |     |     |     |